# Friedrich Klöpf
Friedrich „Frieder“ Klöpf (* 25. August 1922; † August 2009) war ein deutscher Fußballspieler.

## Sportlicher Werdegang
Klöpf wechselte 1940 vom TSV Neu-Ulm zur im Vorjahr aus Vereinszusammenschlüssen neu entstandenen TSG Ulm 1846, die in der Gauliga Württemberg antrat. Nach dem Zweiten Weltkrieg stieg der Mittelläufer mit dem Klub 1946 in die Oberliga Süd auf, wo er bis zum erneuten Abstieg 1949 90 Meisterschaftsspiele bestritt. Seit 1947 zählte Toni Turek, der „Fußballgott“ und Weltmeister von 1954, zu seinen Mannschaftskollegen. Als der Verein 1952 wieder in die Erstklassigkeit aufstieg, gehörte er nicht mehr zum Kader, da er nach einer Knieverletzung zwischenzeitlich seine Karriere beendet hatte.
Auch nach seiner aktiven Laufbahn engagierte er sich weiter für den Verein, dessen Geschicke er zeitweise im Vorstand mitbestimmte. 2001 wurde er für 60 Jahre Mitgliedschaft geehrt. Bis zu seinem Tod war der Werkzeugmechaniker Mitglied beim Nachfolgeverein SSV Ulm 1846.